# Bloomery (condado de Hampshire)
Bloomery es un área no incorporada ubicada dentro del Distrito  Bloomery, una división civil menor del condado de Hampshire (Virginia Occidental), Estados Unidos. Está catalogada como un asentamiento humano por la Junta de Nombres Geográficos de los Estados Unidos.
El número de identificación (ID) asignado por el Servicio Geológico de Estados Unidos es 1553928.

## Geografía
Se encuentra a una altitud de 316 m s. n. m. (1037 pies) según el conjunto de datos de elevación nacional.